# Afromeropilus semlikiensis
Afromeropilus semlikiensis är en tvåvingeart som först beskrevs av Vanschuytbroeck 1963.  Afromeropilus semlikiensis ingår i släktet Afromeropilus och familjen svängflugor.
Artens utbredningsområde är Kongo. Inga underarter finns listade i Catalogue of Life.